# Almacenaje (memoria)
La memoria es la habilidad mental para almacenar y recuperar la información que fue adquirida previamente. La memoria es un proceso que atraviesa tres etapas fundamentales  de proceso: almacenaje, codificación y recuperación. Almacenaje se refiere al proceso de acomodar información recientemente adquirida en la memoria, que es modificada en el cerebro para que sea más fácil de almacenarla. Codificar la información hace más fácil el proceso de recuperar la información para el cerebro, donde puede ser recuperada y traída al pensamiento consciente. La psicología moderna de la memoria hace la diferencia entre dos tipos de almacenaje: memoria a corto plazo y memoria a largo plazo. Adicionalmente, con diferentes modelos de memoria han sugerido variaciones en la existencia de memoria a corto y largo plazo para explicar los diferentes tipos de almacenaje de la memoria. La memoria puede definirse como un circuito o dispositivo que puede almacenar información como programas de datos y resultados. La memoria es generalmente usada de la manera rápida y el almacenaje para la manera más lenta.

## Tipos

### Memoria a corto plazo
Artículo principal: Memoria a corto plazo
La memoria a corto plazo se codifica en forma auditiva, visual, espacial y táctil. La memoria a corto plazo está estrechamente relacionada con la memoria de trabajo. Baddeley sugiere que la información almacenada en la memoria de corto plazo se deteriora constantemente, lo cual eventualmente lleva a olvidar por la ausencia de ensayo. George A. Miller sugirió en su trabajo que la capacidad de almacenaje de la memoria a corto plazo es de aproximadamente siete elementos máximo, mínimo dos, también conocido como el número mágico 7, pero este número ha sido sujeto a numerosas variabilidades, incluido el tamaño, la similitud y otras propiedades de los fragmentos. La duración de la memoria varía; es más inferior para palabras multisilábicas que para palabras cortas. En general, la duración de la memoria para contenidos verbales , por ejemplo, letras, palabras y dígitos, se basa en la duración del tiempo que toma para hablar estas palabras en voz alta y en el grado de lexicalidad (relacionado con las palabras o al vocabulario del lenguaje distinguido por su gramática y construcción) de los contenidos. La habilidad para recordar palabras. Características como la duración de tiempo hablado para cada palabra, conocido como el efecto de longitud de palabra, o cuando palabras similares llevan a recordar menos palabras.

#### Fragmentación
La fragmentación es un procesos de combinar piezas de información para incrementar la cantidad limitada de información que la memoria de trabajo puede retener. La fragmentación incluye un proceso por el cual la persona organiza el material entre grupos sensibles. Este tipo de proceso de memoria es visto frecuentemente con números de teléfonos, tarjetas de créditos, números de casas, etc. En Norteamérica para los números de teléfono, por ejemplo, es común que fragmenten los tres primeros números de la LADA juntos, luego los siguientes tres números y al final los últimos cuatro números en serie

#### Ensayo
Ensayo es el proceso en el que la información es retenida en la memoria a corto plazo por la repetición consciente de la palabra, frase o número. Si la información tiene suficiente significado para la persona o si está repetida lo suficiente, esta puede ser codificada en la memoria de corto plazo. Hay dos tipos de ensayos: ensayo de mantenimiento y ensayo elaborado. El ensayo de mantenimiento consiste en repetir constantemente la palabra o frase de palabras para recordar. Recordar un  número de teléfono es uno de los mejores ejemplos de esto. El ensayo de mantenimiento es mayormente usado en la habilidad para recordar información en la memoria de corto plazo. El ensayo elaborado involucra la asociación de la vieja con la nueva información.

### Memoria a largo plazo
Artículo principal: Memoria a largo plazo
En contraste con la memoria a corto plazo, la memoria a largo plazo se refiere a la habilidad de guardar información por un tiempo prolongado y es posible que sea uno de los componentes más complejos del sistema de memoria humano. El modelo de memoria de Atkinson-Shiffrin (Atkinson 1968) sugiere que los elementos almacenados en la memoria a corto plazo se mueve a la memoria a largo plazo a través de la práctica y el uso.  El almacenaje a largo plazo puede ser similar al aprendizaje- el proceso por el cual la información que es necesitada nuevamente es almacenada para cuando sea pedida de nuevo. El proceso de localizar esta información y traerla de nuevo a la memoria de trabajo es llamada recuperación. El conocimiento que se recuerda fácilmente es conocimiento explícito, mientras que la memoria que está a más  largo plazo es conocimiento implícito y no se recupera tan sencillo. Los científicos especulan que en el hipocampo está relacionado con la creación de memoria a largo plazo. No es claro donde está guardada la memoria a largo plazo, aunque hay evidencia que la memoria a largo plazo está almacenada en distintas partes del sistema nervioso. La memoria a largo plazo es permanente. La memoria puede ser recordada, que acorde al modelo de búsqueda de  almacenaje doble, refuerza la memoria a largo plazo. Olvidar puede ocurrir cuando la memoria falla para recordar en otras situaciones.

## Modelos
Se han propuesto varios modelos de memoria para tener en cuenta los diferentes tipos de procesos de recuperación, incluyendo la recuperación con claves, la recuperación libre y la recuperación en serie. Sin embargo, para explicar el proceso de recuperación, el modelo de memoria debe identificar cómo una memoria codificada puede residir en el almacenamiento de la memoria durante un período prolongado hasta que se acceda nuevamente a la memoria, durante el proceso de recuperación; pero no todos los modelos utilizan la terminología de la memoria a corto y largo plazo para explicar el almacenamiento de memoria; La teoría de la tienda dual y una versión modificada del modelo de memoria Atkinson-Shiffrin (Atkinson 1968) utiliza el almacenamiento de memoria a corto y largo plazo, pero otros no.

### Modelo de memoria distribuida de multi-trazo
El modelo de memoria distribuida de multi-trazo sugiere que las memorias que han sido codificadas son convertidas a vectores de valor, con cada variable cantidad de un vector representando un diferente atributo de un elementos que será codificado. Dicha noción fue sugerida por primera vez por las primeras teorías de Hooke (1969) y Semon (1923). Una memoria singular es distribuida a diferentes atributos, o características, por lo que cada atributo representa un aspecto de la memoria que será codificada. Dicho vector de los valores es luego añadido en la formación de la memoria o la matriz, compuesta por diferentes trazos o vectores de memoria. Por lo tanto, cada vez que una nueva memoria es codificada, dicha memoria es convertida a un vector o un trazo, compuesta por una variable de cantidades que representan una variedad de atributos, que luego es añadido a la matriz preexistente y creciente compuesta por múltiples trazos, de ahí el nombre de los modelos.
Una vez que las trazas de memoria correspondientes a la memoria específica se almacenan en la matriz, para recuperar la memoria para el proceso de recuperación, se debe indicar la matriz de memoria con una sonda específica, que se usaría para calcular la similitud entre el vector de prueba y los vectores almacenados en la matriz de memoria. Debido a que la matriz de memoria está en constante crecimiento y se agregan nuevos rastros, uno tendría que realizar una búsqueda paralela a través de todos los rastros presentes dentro de la matriz de memoria para calcular la similitud, cuyo resultado puede usarse para realizar un reconocimiento asociativo, o con una regla de elección probabilística, utilizada para realizar una recuperación.
Aunque se ha dicho que la memoria humana es capaz de almacenar una gran cantidad de información, hasta el límite que muchos piensan que es infinito, la presencia de la creciente matriz dentro de la memoria humana suena increíble. Adicionalmente, el modelo sugiere que para realizar el proceso de recuperamiento, es requerida la  búsqueda paralela entre cada uno de los rastros que existe dentro de la creciente matriz, que hace surgir la pregunta si dicha operación se puede realizar en un corto de tiempo tan pequeño. Sin embargo, dichas dudas han sido cuestionadas por los descubrimientos de Gallistel y King que presentan evidencia de la gran habilidad operacional del cerebro, que puede apoyar dicho apoyo paralelo.

### Modelos de redes neuronales
Articulo principal: Red de Hopfield
El modelo de rastreo múltiple tenía dos limitaciones clave: una,el hecho de que la presencia de una matriz cada vez mayor en la memoria humana suena inverosímil; y dos, que las búsquedas computacionales de similitud contra millones de trazas que estarían presentes en la matriz de memoria para calcular la similitud suena mucho más allá del alcance del proceso de recuperación humana. El modelo de red neuronal es el modelo ideal en este caso, ya que supera las limitaciones planteadas por el modelo de rastreo múltiple y mantiene las características útiles del modelo también.
El modelo de red neuronal asume que las neuronas en una red neuronal forman una red compleja con otras neuronas, formando una red altamente interconectada; cada neurona tiene la característica por su valor de activación, y la conexión entre dos neuronas es caracterizada por el valor del peso. La interacción entre cada neurona es caracterizada por la regla de la dinámica de McCullough-Pitts, y el cambio del peso y la conexión entre neuronas resultan en aprendizaje representado en la regla del aprendizaje hebbiana.
Anderson muestra que la combinación de la regla de aprendizaje de Hebbian y la regla dinámica de McCullough-Pitts permite a la red generar una matriz de peso que puede almacenar asociaciones entre diferentes patrones de memoria; dicha matriz es la forma de almacenamiento de memoria para el modelo de red neuronal. Las principales diferencias entre la matriz de hipótesis de trazas múltiples y el modelo de red neuronal es que mientras que la nueva memoria indica la extensión de la matriz existente para la hipótesis de trazas múltiples, la matriz de ponderación del modelo de red neuronal no se extiende; más bien, se dice que el peso se actualiza con la introducción de una nueva asociación entre las neuronas.
Usando la matriz de peso y la regla de aprendizaje/dinámica, las neuronas señalan con un valor que se puede recuperar de los diferentes valores, que es idealmente más aproximado del vector de memoria con el destino deseado.
Como la matriz de peso de Anderson entre las neuronas solo recuperará la aproximación del elemento destinado cuando se indique, se buscó una versión modificada del modelo para poder recuperar la memoria de destino exacta cuando se señale. Hopfield Net es actualmente el modelo de red asociativa neuronal más simple y más popular; el modelo permite la recuperación de un vector objetivo claro cuando se indica con la parte o la versión 'ruidosa' del vector.
El peso de la matriz de Hopfield Net, que almacena la memoria, se parece mucho al peso de matriz usado y propuesto por Anderson, De nuevo, cuando la asociación es introducida, el peso de la matriz se dice que se “actualizará” a acompañar una nueva introducción de la memoria; es almacenada hasta que la matriz es llamada por un diferente vector.

### Modelo de búsqueda de memoria de doble almacenamiento
Desarrollado por primera vez por Atkinson y Shiffrin (1968) y refinado por otros, incluidos Raajimakers y Shiffrin, el modelo de búsqueda de memoria de doble almacenaje, ahora denominado SAM o búsqueda de modelo de memoria asociativa, sigue siendo uno de los más influyentes modelos computacionales de memoria. El modelo utiliza memoria a corto plazo, denominado almacenamiento a corto plazo (MCP), y memoria a largo plazo, denominado almacenamiento a largo plazo (MLP) o matriz de episodios, en su mecanismo.
Cuando el elemento es primero codificado, es introducido a almacén a corto plazo. Cuando el elemento permanece en el almacén a corto plazo, el vector de representaciones a largo plazo pasa por una variedad de asociaciones. Elementos introducidos en el almacén pasan por tres diferentes tipos de asociaciones: (autoasociación)  la asociación personal del almacén a largo plazo, (heteroasociación) el elemento interno asociado con el almacén a largo plazo, y el (contexto de asociación) que se refiere a la asociación entre los elementos y el contexto en que se codifica. Para cada elemento en el almacén a corto plazo, por más duración que tenga cada elemento en el almacén a corto plazo, será mayor la asociación de él mismo  con otros elementos que cohabitan dentro del almacén a corto plazo, y su contexto codificado.
El tamaño del almacenamiento de corto plazo es definido por el parámetro r. A medida que se introduce un elemento en el almacén a corto plazo, y si el almacén a corto plazo ya ha sido ocupado por un número máximo de elementos, el elemento probablemente se retirará del almacenamiento a corto plazo.
Como los elementos cohabitan en la memoria a corto plazo, sus asociaciones están en constante actualización a la matriz de largo plazo. La fuerza de la asociación entre dos elementos depende de la cantidad de tiempo que dos elementos de memoria estuvieron juntos dentro del almacén a corto plazo, conocido como el efecto de contigüidad. Dos elementos que son continuos tienen una mayor fuerza de asociación y son más frecuentemente recuperados juntos del almacén a largo plazo.
Además, el efecto de primacía, un efecto visto en el paradigma de memoria, revela que los primeros elementos en una lista tienen una mayor probabilidad de ser recordados sobre otros en la MCP mientras que los elementos más antiguos tienen una mayor probabilidad de abandonar la MCP. El ítem que logró permanecer en la MCP durante un período prolongado de tiempo habría formado una auto asociación, hetero asociación y asociación de contexto más fuerte que otros, lo que finalmente lleva a una mayor fuerza asociativa y una mayor probabilidad de ser recordado.
El efecto de recencia de experimentos sobre recordar sucede cuando los últimos elementos de una lista son recuperados de mejor manera que cualquier otros elementos, y pueden ser explicados por el almacén a corto plazo. Cuando un estudio de dar la lista para memorizar termina, lo que habita en el almacén a corto plazo al final es muy probable que sean los últimos elementos que se introdujeron al final. Debido a que el almacén a corto plazo es sumamente accesible, dichos elementos serán recuperados antes de cualquier elemento que se almacenó en el almacén a largo plazo. Esta accesibilidad a la recuperación también explica la naturaleza frágil del efecto de recencia, que es que el distractor más simple puede causar que una persona se olvide los últimos elementos en la lista, ya que los últimos elementos no habrían tenido tiempo suficiente para lograr una asociación con el almacén a largo plazo. Si la información se pierde del almacén a corto plazo debido a los distractores, la posibilidad de que los últimos elementos sean recuperados entonces se esperaría que fuera menor que los elementos dados antes de la recencia en la mitad de la lista.
El modelo de búsqueda de memoria de doble almacenaje (SAM) también utiliza el almacenamiento de memoria, que a su vez puede clasificarse como un tipo de almacenamiento a largo plazo: la matriz semántica. El almacén a largo plazo en SAM representa la memoria episódica, que solo trata con nuevas asociaciones que se formaron durante el estudio de una lista experimental; Las asociaciones preexistentes entre los elementos de la lista, entonces, deben representarse en una matriz diferente, la matriz semántica. La matriz semántica permanece como otra fuente de información que no es modificada por asociaciones episódicas que se forman durante el examen.
Así, los dos tipos de almacenaje de memoria, almacén a corto y largo plazo, son los usados en el modelo SAM. En el proceso de recuperación, los elementos almacenados en la memoria a corto plazo serán recuperadas primeros, seguido por elementos que residen en el almacenaje a largo plazo, donde la probabilidad de ser recuperados es proporcional a la fuerza de asociación que se tenga con el almacén a largo plazo. Otro almacenaje de memoria, los matices semánticos, son usados para explicar el efecto de la semántica con la recuperación de la memoria.